# دفاعیه اول یوستین شهید
«اولین دفاعیه» اثری اولیه در دفاع از مسیحیت بود که توسط جاستین شهید خطاب به امپراتور روم، آنتونیوس پیوس، نوشته شده بود. جاستین علاوه بر استدلال علیه آزار و اذیت افراد صرفاً به دلیل مسیحی بودن، از فلسفه مسیحیت نیز دفاع می‌کند و توضیح مفصلی از اعمال و آیین‌های مسیحی معاصر ارائه می‌دهد. این اثر، همراه با دفاعیه دوم ، به عنوان یکی از اولین نمونه‌های دفاعیه مسیحی ذکر شده است و بسیاری از محققان این اثر را به ایجاد سبک جدیدی از دفاعیه از دل آنچه که یک رویه اداری معمول رومی بود، نسبت می‌دهند.

## زندگی و پیشینه جاستین شهید
جاستین شهید در فلاویا نیاپولیس ( نابلس امروزی)، شهری یونانی زبان در سامره در امپراتوری روم، متولد شد. در کتاب «گفتگو با تریفو» ، ژوستین توضیح می‌دهد که چگونه پس از گذراندن مکاتب رواقی، مشائی و فیثاغورسی، به مسیحیت روی آورده است.  جاستین پس از علاقه‌مند شدن به افلاطون‌گرایی، سرانجام پس از برخورد با پیرمردی به مسیحیت گروید، که جاستین در «گفتگو» آن را «عشق به پیامبران و عشق به کسانی که دوستان مسیح هستند [که] مرا تسخیر کرده‌اند» توصیف می‌کند. برابر دانستن مسیحیت با فلسفه برای جاستین مهم است، زیرا اهمیت دفاعیات را در دفاع از مسیحیت به زبان فلسفی توضیح می‌دهد.